# Безек (Польща)
Безек (або Бозок, Бесок, пол. Bezek) — село в Польщі, у гміні Селище Холмського повіту Люблінського воєводства. Населення — 415 осіб (2011).

## Історія
1466 року вперше згадується православна церква в селі.
1867 року в селі зведено греко-католицьку церкву. Пізніше церкву переведено на римо-католицтво.
За даними етнографічної експедиції 1869—1870 років під керівництвом Павла Чубинського, у селі здебільшого проживали греко-католики, які розмовляли українською мовою.
У 1921 році село входило до складу гміни Став Холмського повіту Люблінського воєводства Польської Республіки.
У 1975—1998 роках село належало до Холмського воєводства.

## Населення
Станом на 10 вересня 1921 року в селі налічувалося 66 будинків та 375 мешканців, з них:
- 185 чоловіків та 190 жінок;
- 372 православні, 3 римо-католики;
- 373 українці, 2 поляки.

У 1943 році в селі проживало 581 українців і 17 поляків.
Демографічна структура станом на 31 березня 2011 року:
|          | Загалом | Допрацездатний вік | Працездатний вік | Постпрацездатний вік |
| -------- | ------- | ------------------ | ---------------- | -------------------- |
| Чоловіки | 209     | 36                 | 157              | 16                   |
| Жінки    | 206     | 52                 | 118              | 36                   |
| Разом    | 415     | 88                 | 275              | 52                   |